# Danh sách đạo diễn điện ảnh Ý
Sau đây là danh sách các đạo diễn phim từ Ý:
Đây là một danh sách chưa hoàn tất, và có thể sẽ không bao giờ thỏa mãn yêu cầu hoàn tất. Bạn có thể đóng góp bằng cách mở rộng nó bằng các thông tin đáng tin cậy.

## A
- Giuseppe Adami[1]
- Antonio Albanese
- Marcello Albani
- Giorgio Albertazzi
- Adalberto Albertini
- Filoteo Alberini
- Goffredo Alessandrini
- Ottavio Alessi
- Mario Almirante
- Silvio Amadio
- Giuseppe Amato
- Arturo Ambrosio
- Gianni Amelio
- Mario Amendola
- Tony Amendola
- Roberto Amoroso
- Franco Amurri
- Roberto Andò
- Raffaele Andreassi
- Marcello Andrei
- Alfredo Angeli
- Edoardo Anton
- Michelangelo Antonioni
- Renzo Arbore
- Francesca Archibugi
- Asia Argento
- Dario Argento
- Lello Arena
- Ovidio Gabriele Assonitis
- Antonio Attanasio
- Pupi Avati

## B
- Gianfranco Baldanello
- Ferdinando Baldi
- Gian Vittorio Baldi
- Marcello Baldi
- Piero Ballerini
- Luca Barbareschi
- Umberto Barbaro
- Enzo Barboni
- Francesco Barilli
- Ivo Barnabò Micheli
- Carlo Barsotti
- Elio Bartolini
- Andrea Barzini
- Maria Basaglia
- Giulio Base
- Franco Battiato
- Giacomo Battiato
- Luigi Batzella
- Lamberto Bava
- Mario Bava
- Camillo Bazzoni
- Luigi Bazzoni
- Marco Bechis
- Ila Bêka
- Marco Bellocchio
- Carmelo Bene
- Roberto Benigni
- Giuseppe Bennati
- Stefano Benni
- Alessandro Benvenuti
- Paolo Benvenuti
- Sergio Bergonzelli
- Giuliana Berlinguer
- Franco Bernini
- Giulio Berruti
- Bernardo Bertolucci
- Giuseppe Bertolucci
- Alberto Bevilacqua
- Giuliano Biagetti
- Enzo Biagi
- Adelchi Bianchi
- Andrea Bianchi
- Giorgio Bianchi
- Roberto Bianchi Montero
- Paolo Bianchini
- Ferruccio Biancini
- Oreste Biancoli
- Antonio Bido
- Gianni Bisiach
- Alessandro Blasetti
- Silverio Blasi
- Tanio Boccia
- Sandro Bolchi
- Mauro Bolognini
- Adriano Bolzoni
- Enrico Bomba
- Gianni Bongioanni
- Claudio Bonivento
- Mario Bonnard
- Alberto Bonucci
- Carlo Borghesio
- Ruth Borgobello
- Cristiano Bortone
- Franco Bottari
- Bruno Bozzetto
- Anton Giulio Bragaglia
- Carlo Ludovico Bragaglia
- Tinto Brass
- Rossano Brazzi
- Mario Brenta
- Alfonso Brescia
- Enrico Brignano
- Guido Brignone
- Edith Bruck
- Franco Brusati
- Ninni Bruschetta
- Aldo Buzzi

## C
- Mario Caiano
- Jerry Calà
- Claudio Caligari
- Francesco Calogero
- Mimmo Calopresti
- Alfio Caltabiano
- Flavio Calzavara
- Mario Camerini
- Giacomo Campiotti
- Carlo Campogalliani
- Cesare Canevari
- Giorgio Capitani
- Alessandro Capone
- Vittorio Caprioli
- Antonio Capuano
- Luigi Capuano
- Alberto Cardone
- Carlo Carlei
- Giuliano Carnimeo
- Fabio Carpi
- Pier Carpi
- Jonas Carpignano
- Mario Caserini
- Stefania Casini
- Riccardo Cassano
- Renato Castellani
- Franco Castellano
- Sergio Castellitto
- Arnaldo Catinari
- Alberto Cavallone
- Liliana Cavani
- Paolo Cavara
- Massimo Ceccherini
- Guido Celano
- Adriano Celentano
- Adolfo Celi
- Fernando Cerchio
- Ferruccio Cerio
- Ennio Cerlesi
- Tonino Cervi
- Piero Chiambretti
- Luigi Chiarini
- Carlo Alberto Chiesa
- Guido Chiesa
- Nando Cicero
- Tano Cimarosa
- Beppe Cino
- Marcello Ciorciolini
- Daniele Ciprì
- Franco Citti
- Sergio Citti
- Osvaldo Civirani
- Giancarlo Cobelli
- Duilio Coletti
- Giuseppe Colizzi
- Cristina Comencini
- Francesca Comencini
- Luigi Comencini
- Jacopo Comin
- Bruno Corbucci
- Sergio Corbucci
- Pappi Corsicato
- Leonardo Cortese
- Mario Costa
- Maurizio Costanzo
- Saverio Costanzo
- Vittorio Cottafavi
- Tizza Covi
- Luigi Cozzi
- Mario Craveri
- Armando Crispino
- Giorgio Cristallini
- Carlo Croccolo

## D
- Antonio D'Agostino
- Alessandro D'Alatri
- Angelo D'Alessandro
- Massimo Dallamano
- Renato Dall'Ara
- Enzo D'Alò
- Damiano Damiani
- Luigi Filippo D'Amico
- Daniele D'Anza
- Alberto D'Aversa
- Fabrizio De Angelis
- Andrea De Carlo
- Ennio De Concini
- Luciano De Crescenzo
- Eduardo De Filippo
- Elsa De Giorgi
- Raimondo Del Balzo
- Ubaldo Maria Del Colle
- Giuseppe De Liguoro
- Wladimiro De Liguoro
- Peter Del Monte
- Renato De Maria
- Alberto De Martino
- Leonardo De Mitri
- Ruggero Deodato
- Raffaele De Ritis
- Francesco De Robertis
- Giannetto De Rossi
- Corrado D'Errico
- Giuseppe De Santis
- Vittorio De Seta
- Christian De Sica
- Manuel De Sica
- Vittorio De Sica
- Vittorio De Sisti
- Roberto D'Ettorre Piazzoli
- Enzo Di Gianni
- Fernando Di Leo
- Carlo Di Palma
- Alessandro Di Robilant
- Rino Di Silvestro
- Marco Di Tillo
- Ignazio Dolce
- Carlo Duse
- Vittorio Duse

## E
- Luciano Emmer
- Luciano Ercoli

## F
- Aldo Fabrizi
- Roberto Faenza
- Giovanni Fago
- Dino Falconi
- Ugo Falena
- Corrado Farina
- Felice Farina
- Giuseppe Fatigati
- Massimo Felisatti
- Federico Fellini
- Riccardo Fellini
- Giuseppe Ferlito
- Davide Ferrario
- Marco Ferreri
- Franco Ferrini
- Ignazio Ferronetti
- Giorgio Ferroni
- Alberto Festa
- Pasquale Festa Campanile
- Demofilo Fidani
- Enzo Fiermonte
- Armando Fizzarotti
- Ettore Maria Fizzarotti
- Dario Fo
- Marcello Fondato
- Giovacchino Forzano
- Clemente Fracassi
- Claudio Fragasso
- Gianni Franciolini
- Massimo Franciosa
- Pietro Francisci
- Mario Franco
- Riccardo Freda
- Lucio Fulci

## G
- Daniele Gaglianone
- Giovanna Gagliardo
- Carmine Gallone
- Daniele Gangemi
- Mario Gariazzo
- Mario Garriba
- Matteo Garrone
- Riccardo Garrone
- Sergio Garrone
- Alessandro Gassman
- Vittorio Gassman
- Ernesto Gastaldi
- Giuseppe Mario Gaudino
- Augusto Genina
- Giacomo Gentilomo
- Pietro Germi
- Alfredo Giannetti
- Ettore Giannini
- Gibba
- Marco Tullio Giordana
- Claudio Giorgi
- Attilio Giovannini
- Franco Giraldi
- Enzo Girolami
- Marino Girolami
- Romolo Girolami
- Roberto Girometti
- Valeria Golino
- Claudio Gora
- Enrico Gras
- Ernesto Grassi
- Paolo Grassi
- Emidio Greco
- Ezio Greggio
- Ugo Gregoretti
- Sergio Grieco
- Aldo Grimaldi
- Antonello Grimaldi
- Aurelio Grimaldi
- Gianni Grimaldi
- Luca Guadagnino
- Giovanni Guareschi
- Alfredo Guarini
- Giuseppe Guarino
- Enrico Guazzoni
- Mino Guerrini
- Guidarino Guidi
- Gabriel Cash

## H
- Paolo Heusch
- Terence Hill

## I
- Angelo Iacono
- Ivo Illuminati
- Mario Imperoli
- Stefano Incerti
- Franco Indovina
- Alex Infascelli
- Carlo Infascelli
- Fiorella Infascelli
- Ciccio Ingrassia
- Ciro Ippolito
- Simona Izzo

## J
- Gualtiero Jacopetti
- Valerio Jalongo

## L
- Wilma Labate
- Aldo Lado
- Mario Landi
- Mario Lanfranchi
- Alberto Lattuada
- Francesco Laudadio
- Mariano Laurenti
- Gabriele Lavia
- Gianfrancesco Lazotti
- Gavino Ledda
- Umberto Lenzi
- Sergio Leone
- Roberto Leoni
- Antonio Leonviola
- Marco Leto
- Enzo Liberti
- Luciano Ligabue
- Piero Livi
- Carlo Lizzani
- Franco Lo Cascio
- Giovanni Lombardo Radice
- Leo Longanesi
- Nanni Loy
- Daniele Luchetti
- Maurizio Lucidi
- Michele Lupo

## M
- Mauro Macario
- Ruggero Maccari
- Giulio Macchi
- Luigi Magni
- Antonio Maria Magro
- Anton Giulio Majano
- Curzio Malaparte
- Nunzio Malasomma
- Guido Malatesta
- Luigi Malerba
- Luca Manfredi
- Nino Manfredi
- Giulio Manfredonia
- Nicola Manzari
- Dacia Maraini
- Lucio Marcaccini
- Romolo Marcellini
- Siro Marcellini
- Marcello Marchesi
- Franco Maresco
- Antonio Margheriti
- Giorgio Mariuzzo
- Vincenzo Marra
- Renzo Martinelli
- Luciano Martino
- Sergio Martino
- Nino Martoglio
- Mario Martone
- Francesco Maselli
- Mario Massa
- Aristide Massaccesi
- Francesco Massaro
- Stelvio Massi
- Camillo Mastrocinque
- Antonello Matarazzo
- Raffaello Matarazzo
- Bruno Mattei
- Mario Mattòli
- Roberto Mauri
- Carlo Mazzacurati
- Lorenza Mazzetti
- Massimo Mazzucco
- Leo Menardi
- Pino Mercanti
- Raffaele Mertes
- Vittorio Metz
- Riccardo Milani
- Gianfranco Mingozzi
- Felice Minotti
- Mario Missiroli
- Federico Moccia
- Giuseppe Moccia
- Domenico Modugno
- Paolo Moffa
- Flavio Mogherini
- Antonio Monda
- Mario Monicelli
- Giuliano Montaldo
- Indro Montanelli
- Luigi Montefiori
- Enzo Monteleone
- Enrico Montesano
- Adriana Monti
- Beni Montresor
- Nanni Moretti
- Mario Morra
- Giorgio Moser
- Gabriele Muccino
- Edoardo Mulargia
- Vincenzo Musolino

## N
- Nico Naldini
- Armando Nannuzzi
- Gian Gaspare Napolitano
- Sergio Nasca
- Piero Natoli
- Anna Negri
- Alberto Negrin
- Baldassarre Negroni
- Maurizio Nichetti
- Giancarlo Nicotra
- Stanislao Nievo
- Salvatore Nocita
- Nick Nostro
- Elvira Notari
- Francesco Nuti
- Paolo Nuzzi

## O
- Luciano Odorisio
- Enrico Oldoini
- Ermanno Olmi
- Oscar Orefici
- Giuseppe Orlandini
- Valentino Orsini
- Ferzan Özpetek

## P
- Antonello Padovano
- Marcello Pagliero
- Amleto Palermi
- Giorgio Panariello
- Gianfranco Pannone
- Domenico Paolella
- Giulio Paradisi
- Neri Parenti
- Gianfranco Parolini
- Francesco Pasinetti
- Pier Paolo Pasolini
- Uberto Pasolini
- Sergio Pastore
- Giovanni Pastrone
- Giuseppe Patroni Griffi
- Livio Pavanelli
- Pier Ludovico Pavoni
- Riccardo Pazzaglia
- Glauco Pellegrini
- Lucio Pellegrini
- Ivo Perilli
- Memè Perlini
- Alfonso Perugini
- Sandro Petraglia
- Elio Petri
- Giulio Petroni
- Gianfranco Piccioli
- Giuseppe Piccioni
- Leonardo Pieraccioni
- Piero Pierotti
- Antonio Pietrangeli
- Paolo Pietrangeli
- Pier Francesco Pingitore
- Massimo Pirri
- Salvatore Piscicelli
- Nicola Pistoia
- Fabio Pittorru
- Michele Placido
- Ferdinando Maria Poggioli
- Gian Luigi Polidoro
- Leone Pompucci
- Gillo Pontecorvo
- Marco Ponti
- Maurizio Ponzi
- Antonella Ponziani
- Pasquale Pozzessere
- Renato Pozzetto
- Franco Prosperi
- Francesco Prosperi
- Giorgio Prosperi
- Gianni Puccini
- Massimo Pupillo

## Q
- Pino Quartullo
- Giulio Questi
- Folco Quilici

## R
- Ubaldo Ragona
- Simone Rapisarda Casanova
- Filippo Walter Ratti
- Piero Regnoli
- Pina Renzi
- Tonino Ricci
- Gennaro Righelli
- Davide Riondino
- Claudio Risi
- Dino Risi
- Marco Risi
- Nelo Risi
- Antonello Riva
- Alfredo Rizzo
- Alfredo Robert
- Roberto Roberti
- Giuseppe Rocca
- Alice Rohrwacher
- Luca Ronconi
- Brunello Rondi
- Gian Luigi Rondi
- Francesco Rosi
- Gian Paolo Rosmino
- Nello Rossati
- Renzo Rossellini
- Roberto Rossellini
- Franco Rossetti
- Francesco Rosi
- Salvatore Rosso
- Luigi Rovere
- Sergio Rubini
- Antonio Rubino

## S
- Vittorio Sala
- Corso Salani
- Luciano Salce
- Vincenzo Salemme
- Enrico Maria Salerno
- Gabriele Salvatores
- Jack Salvatori
- Francesco Salvi
- Guido Salvini
- Salvatore Samperi
- Walter Santesso
- Giancarlo Santi
- Leopoldo Savona
- Massimo Scaglione
- Maurizio Scaparro
- Umberto Scarpelli
- Luigi Scattini
- Aldo Scavarda
- Romano Scavolini
- Franco Scepi
- Riccardo Schicchi
- Mario Schifano
- Tito Schipa jr
- Piero Schivazappa
- Maurizio Sciarra
- Pasquale Scimeca
- Ettore Scola
- Giuseppe Maria Scotese
- Luciano Secchi
- Mario Serandrei
- Gustavo Serena
- Enzo Siciliano
- Mario Siciliano
- Giorgio Simonelli
- Giovanni Simonelli
- Renato Simoni
- Vittorio Sindoni
- Umberto Smaila
- Michele Soavi
- Mario Soldati
- Silvio Soldini
- Sergio Sollima
- Stefano Sollima
- Alberto Sordi
- Paolo Sorrentino
- Paolo Spinola
- Pasquale Squitieri
- Sergio Staino
- Giorgio Strehler

## T
- Gino Talamo
- Michele Massimo Tarantini
- Anna Maria Tatò
- Elda Tattoli
- Gianluca Maria Tavarelli
- Paolo Taviani
- Vittorio Taviani
- Vittorio Tedesco Zammarano
- Piero Tellini
- Duccio Tessari
- Sergio Tofano
- Maria Sole Tognazzi
- Ricky Tognazzi
- Ugo Tognazzi
- Giuseppe Tornatore
- Roberta Torre
- Gianni Toti
- Luciano Tovoli
- Fausto Tozzi
- Enzo Trapani
- Luis Trenker
- Leopoldo Trieste
- Massimo Troisi
- Marco Turco
- Carlo Tuzii

## V
- Tonino Valerii
- Gino Valori
- Florestano Vancini
- Carlo Vanzina
- Stefano Vanzina
- Giuseppe Vari
- Maurizio Vasco
- Turi Vasile
- Dino Verde
- Carlo Verdone
- Aldo Vergano
- Giovanni Veronesi
- Marco Vicario
- Piero Vida
- Paolo Virzì
- Eriprando Visconti
- Luchino Visconti
- Piero Vivarelli
- Mario Volpe

## W
- Lina Wertmüller
- Fulvio Wetzl
- Edoardo Winspeare

## Z
- Pino Zac
- Maurizio Zaccaro
- Giancarlo Zagni
- Gero Zambuto
- Luigi Zampa
- Mario Zampi
- Gianni Zanasi
- Cesare Zavattini
- Franco Zeffirelli
- Primo Zeglio
- Italo Zingarelli
- Giuseppe Zucca
- Piero Zuffi
- Valerio Zurlini